# اچ‌ام‌اس دوک (۱۶۸۲)
اچ‌ام‌اس دوک (۱۶۸۲) (به انگلیسی: HMS Duke (1682)) یک کشتی بود که طول آن ۱۶۲ فوت ۱۰ اینچ (۴۹٫۶ متر) بود.